# Hortus Ripulensis
Hortus Ripulensis (abreviado Hortus Ripul.) es un libro con descripciones botánicas que fue escrito por Luigi Aloysius Colla y publicado en el año 1824 con el nombre de Hortus Ripulensis seu enumeratio plantarum quae ripulis coluntu / additis stirpium rariorum, vel nondum satis cognitarum, aut forte novarum notis, descriptionibus, et iconibus. Augustae Taruinorum.